# Gutau
Gutau è un comune austriaco di 2 719 abitanti nel distretto di Freistadt, in Alta Austria; ha lo status di comune mercato (Marktgemeinde).

## Storia
La prima volta che ne viene attestato il nome è nel 1122. Durante le guerre napoleoniche fu occupata più volte. Dal 1945 al 1955 la zona è stata occupata dai sovietici.